# Hexaedrit
Hexaedrite sind eine Klasse von Nickeleisenmeteoriten, die bei Anschliff und Anätzen eine feine parallele Linierung aufweisen. Diese Linien werden Neumannsche Linien genannt. Hexaedrite bestehen fast ausschließlich aus der nickelarmen Eisenlegierung Kamazit mit 5–6 % Nickel. Sie zeigen im Unterschied zu den Oktaedriten keine Widmanstätten-Struktur.
Die strukturelle Unterteilung von Nickeleisenmeteoriten in Hexaedrite, Oktaedrite und Ataxite orientiert sich an ihrer Textur beim Anschliff und Anätzen und dem vorherrschenden Mineralbestand.

## Etymologie
Der Name bezieht sich auf Hexaeder gleich Würfel, weil sich diese Meteorite entlang den Flächen eines Würfels  spalten lassen.